# Ratusz w Oleśnie
Ratusz w Oleśnie – budynek wybudowany w latach 1820–1821 na miejscu dawnej budowli z XVII wieku. Rozbudowany w roku 1880, w roku 1945 spalony i odbudowany w latach powojennych. Obecnie pomieszczenia ratusza są wynajmowane.

## Historia

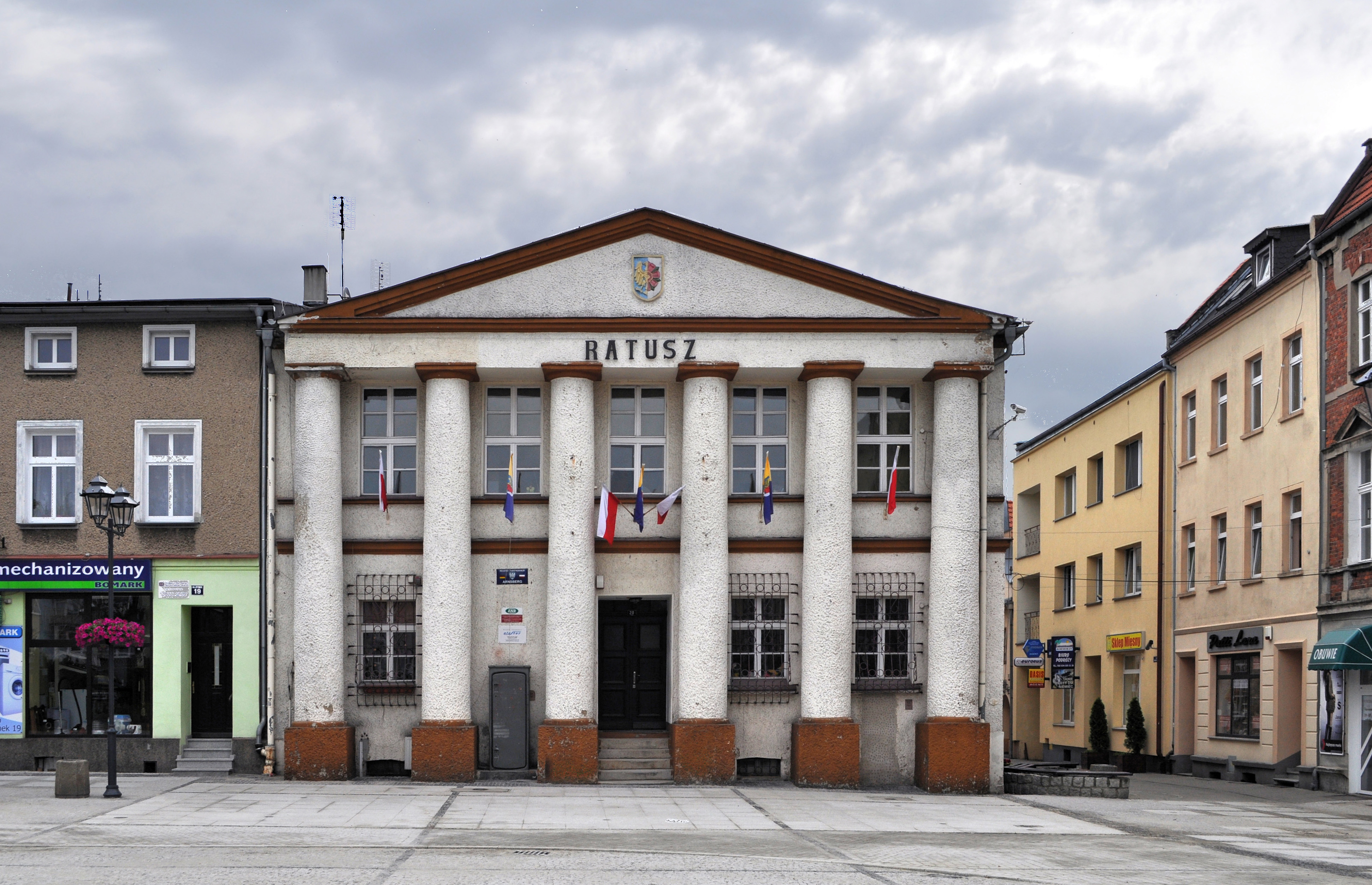
Ratusz w Oleśnie przed remontem (2012)

Pierwszy ratusz w Oleśnie został zbudowany w roku 1640, budynek ten spłonął w roku 1722. W latach 1820–1821 w tym samym miejscu wzniesiono kolejną siedzibę władz miejskich. W roku 1880 od strony fasady dobudowano kolumnowy portyk, zwieńczony tympanonem. W 1945 roku budynek został spalony, w latach późniejszych odbudowano go.
Decyzją wojewódzkiego konserwatora zabytków z dnia 14 października 1966 roku ratusz został wpisany do rejestru zabytków.

## Architektura
Położony w narożniku przy wschodniej pierzei rynku jest dwukondygnacyjnym budynkiem, nakrytym płaskim dachem dwuspadowym. Od strony rynku jest sześciokolumnowy portyk, podtrzymujący trójkątny tympanon z herbem Olesna. Przed rokiem 1945 budowla posiadała dach czterospadowy z dużą wieżą zegarową. Ponieważ wieża budziła kontrowersje wśród architektów i mieszkańców miasta, podczas rekonstrukcji po zniszczeniach wojennych zrezygnowano z jej odbudowy. Piwnice posiadają sklepienie łuku obniżonego.
Po odbudowie budynek był siedzibą Miejskiej Rady Narodowej, Urzędu Stanu Cywilnego, Muzeum Regionalnego im. Jana Nikodema Jaronia i Stowarzyszenia Miłośników Ziemi Oleskiej. Obecnie pomieszczenia ratusza są wynajmowane, mieści się tam Agencja Nieruchomości Rolnych i kilka innych instytucji.